# 芹明希子
芹 明希子（せり あきこ、5月30日 - ）は、日本の女性声優。東京都出身。マウスプロモーション所属。旧名義は「芹亜希子」。

## 略歴
日本ナレーション演技研究所卒業。
2017年4月30日付でデビューから長年所属していたアイムエンタープライズを退所し、当面はフリーで活動して行くことを発表。
2017年6月1日付で活動の名義を芹明希子へと変更。
2021年7月1日、マウスプロモーションへの所属が発表された。

## 人物
趣味・特技はカラオケ（歌唱）、絵を描く事。
資格は英検3級。

## 出演
太字はメインキャラクター。

### テレビアニメ
2011年
- 僕は友達が少ない（麻田先生、タカ / 羽瀬川小鷹〈幼少期〉）
- 魔乳秘剣帖（草B）
- ロウきゅーぶ!（深田）

2012年
- クイーンズブレイド リベリオン（女兵士B、子供B）

2013年
- 僕は友達が少ないNEXT（タカ）
- ロウきゅーぶ!SS（深田）
- 私がモテないのはどう考えてもお前らが悪い!（幼い智貴）

2014年
- 彼女がフラグをおられたら（匠、通行人A）
- 魔法科高校の劣等生（女子生徒）

2016年
- 少年メイド（木下孝太郎）
- タイムボカン24（兄）
- DRIFTERS（エルフ子供）
- レガリア The Three Sacred Stars（少年）

2024年
- 狼と香辛料 MERCHANT MEETS THE WISE WOLF（村人）

### Webアニメ
- マウスどうぶつえん （2022年 - 、シェットランドシープドッグのあきこ）

### ゲーム
- ロウきゅーぶ!（2011年）
- リング☆ドリーム 女子プロレス大戦（2013年、滝沢泉、大木真琴）
- クイズRPG 魔法使いと黒猫のウィズ（2016年、ナルナ・カスタ）
- プリンセスコネクト！Re:Dive（2019年、ミミの母）

### 吹き替え（アニメ）
- 攻略うぉんてっど!〜異世界救います!?〜（衛兵）
- ぞうのババール 〜バドゥのだいぼうけん〜（バドゥ）
- トレインヒーロー（兄）
- ハーレーはド真ん中（ビースト）
- 百妖譜（村人、子供、少女、刺客、町の女）